# Wimbledon Park (Metropolitano de Londres)
Wimbledon Park é uma estação do Metrô de Londres em Wimbledon. A estação fica na District line e fica entre as estações Southfields e Wimbledon. A estação fica na Arthur Road, perto do cruzamento com a Melrose Avenue, perto do lado leste do Wimbledon Park. Fica a cerca de 200 m a oeste da Durnsford Road (A218) e fica na Zona 3 do Travelcard.

## História
A estação foi inaugurada pela District Railway (DR, atual District line) em 3 de junho de 1889. A extensão foi construída pela London and South Western Railway (L&SWR) que, a partir de 1 de julho de 1889, operou seus próprios trens na linha, de uma conexão em East Putney até a sua linha de Clapham Junction a Barnes.